# Charco Blanco, Zacatecas
Charco Blanco är en ort i Mexiko.   Den ligger i kommunen Sombrerete och delstaten Zacatecas, i den centrala delen av landet, 700 km nordväst om huvudstaden Mexico City. Charco Blanco ligger 2 234 meter över havet och antalet invånare är 2 645.
Terrängen runt Charco Blanco är en högslätt. Runt Charco Blanco är det glesbefolkat, med 16 invånare per kvadratkilometer. Charco Blanco är det största samhället i trakten. Omgivningarna runt Charco Blanco är i huvudsak ett öppet busklandskap.